# Ofensiva hasta el tope
La Ofensiva hasta el tope, también conocida como Ofensiva fuera los fascistas o Febe Elizabeth vive o simplemente Ofensiva Final fue el ataque de mayor envergadura realizado por la entonces guerrilla del Frente Farabundo Martí para la Liberación Nacional desde el 11 de noviembre de 1989 hasta los primeros días del mes de diciembre de ese año, en el marco de la Guerra Civil Salvadoreña.

## Acontecimientos previos
En el año de 1989 sucedieron diversos hechos de trascendencia en el desarrollo de la guerra civil que asolaba a este país. Justo en los primeros meses ocurrieron una serie de atentados sobre organizaciones sindicales; para el caso, el día 15 de febrero una explosión dañó el local de la Unión de Trabajadores Salvadoreños. De este atentado se responsabilizó la agrupación "Maximiliano Hernández Martínez"; asimismo, el día veintidós, otro bombazo tuvo lugar en la sede de la Federación Nacional Sindical de Trabajadores (FENASTRAS), causando la muerte de diez trabajadores. Sin embargo, aparte de estos hechos de violencia, una serie de propuestas para realizar un diálogo se dieron a conocer por parte de la guerrilla hacia el gobierno, siendo la más relevante el planteamiento de retrasar las elecciones presidenciales a realizarse en el mes de marzo. La proposición fue ignorada, pues los comicios se realizaron el día diecinueve de ese mes resultando ganador Alfredo Cristiani del partido Alianza Republicana Nacionalista.

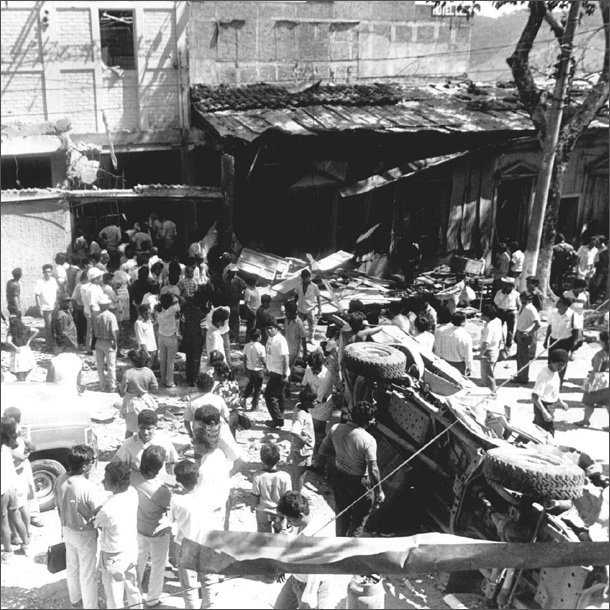
Un atentado explosivo destruye el local de la Federación Nacional Sindical de Trabajadores Salvadoreños (FENASTRAS) y mata a su líder Febe Elizabeth Velásquez, a 9 personas más y hiere a casi 30.

Empero, la guerrilla, durante los meses siguientes e inclusive antes de las elecciones, realizó una serie de ataques sobre personalidades relacionadas con la derecha salvadoreña: Francisco Peccorini, miembro del comité pro rescate de la Universidad de El Salvador, fue asesinado el 15 de marzo; Francisco Merino, recién nombrado vicepresidente de la república, sufrió un atentado en su propia residencia el día 14 de abril; también el fiscal general Roberto García Alvarado falleció el diecinueve de ese mismo mes debido a la explosión de una bomba colocada en su vehículo; José Antonio Rodríguez Porth, reconocido empresario y ministro de la presidencia en ese tiempo, falleció asesinado el 13 de junio; y el día treinta, el ideólogo Edgar Chacón. Los extremistas de derecha también realizaron actos vandálicos en el mes de septiembre contra la imprenta de la Universidad Centroamericana José Simeón Cañas.
Por otro lado, en medio de las acciones bélicas que asolaban el territorio centroamericano, fue realizada una cumbre de presidentes en la ciudad de Tela, Honduras, donde se reafirmó, para el FMLN, la asistencia en la desmovilización, la recomendación del cese de hostilidades y su incorporación a la vida institucional, todo enmarcado de acuerdo al documento de Esquipulas II. Mientras, en El Salvador, las partes en conflicto nombraron comisiones de diálogo e iniciaron pláticas el 13 de septiembre en México. Producto de este encuentro fue el "Acuerdo de México" que era un primer compromiso firmado de manera formal para llegar a un final negociado. Las pláticas continuaron el 16 de octubre en Costa Rica y nuevas rondas de diálogo se programaron para el mes de noviembre en Caracas. No obstante, los atentados mutuos continuaban, entre ellos una explosión que dejó daños de consideración en la vivienda del líder socialista Rubén Zamora el 26 de octubre, y, cuatro días después, el Estado Mayor Conjunto de la Fuerza Armada de El Salvador fue atacado con bombas lanzadas por catapultas. El día treinta y uno, nuevamente FENASTRAS era objeto de atentado dinamitero que dejó un saldo de veintisiete sindicalistas heridos y diez muertos, entre ellos la dirigente Febe Velásquez. Por este hecho de sangre, el día 2 de noviembre el FMLN anunciaba el retiro del diálogo.

## Ofensiva

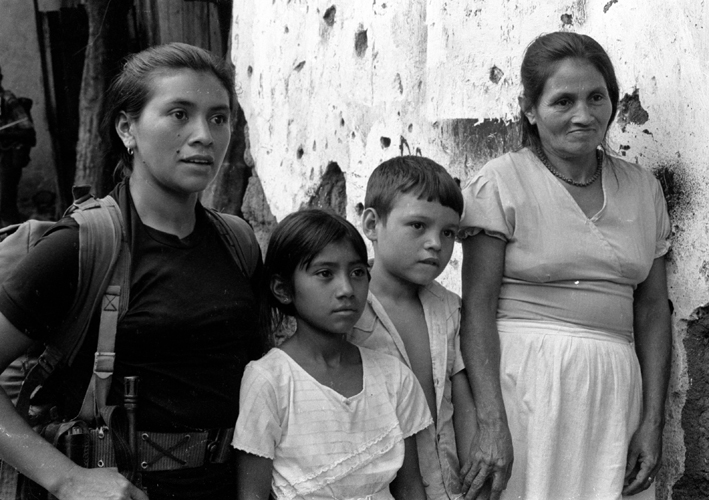
Combatientes del FMLN en Perquín en el año 1990.

En Nicaragua, el día 8 de noviembre, la dirigencia guerrillera realizó un anuncio acerca de planear una intensificación del conflicto. El aviso se hizo realidad cuando el 11 de noviembre inició una ofensiva general a eso de las 7.30 p. m., con una milicia de dos mil a tres mil efectivos repartidos en diversos puntos del país: Ayutuxtepeque —donde inició el primer ataque en la comandancia del ejército—, Mejicanos, Ciudad Delgado, Soyapango, Cerro San Jacinto, Zacatecoluca, San Miguel y Usulután. Ese mismo día, por la mañana, los insurgentes atacaron las instalaciones de la Guardia Nacional. En un inicio la guerrilla se parapetó en las residencias de las zonas urbanas alrededor de la capital, mientras contrarrestaban el bombardeo aéreo de las tropas gubernamentales lo que resultó en el éxodo de sus pobladores y la destrucción de muchas viviendas. De acuerdo a José Luis Merino, entonces comandante insurgente, fue en los primeros tres días que los guerrilleros sufrieron la mayor cantidad de bajas. Asimismo, según sus palabras, en la población de ciudad Delgado tuvieron nuevas incorporaciones de civiles que fue disminuyendo a medida que los militares arribaban a la zona e impedían la salida de la población.
El Gobierno decretó estado de sitio y toque de queda el día siguiente de la ofensiva, lo que implicaba la censura a los medios de comunicación, incluyendo televisión pagada por satélite. En total el Ejército movilizó 5.100 efectivos reservistas. Los insurgentes, por su parte, hacían labor de propaganda a través de Radio Venceremos. Un estimado de 80 mil personas fueron evacuadas de las zonas en conflicto. De acuerdo al Jefe militar Juan Orlando Zepeda, durante la primera noche de la ofensiva fueron atacadas las residencias del propio presidente Cristiani, el vicepresidente Francisco Merino, y del presidente de la Asamblea Legislativa Roberto Angulo, así como residencias de ministros y otros funcionarios de gobierno. Mientras los combates tenían lugar en los centros urbanos, el día dieciséis una unidad militar del batallón Atlacatl irrumpió en las instalaciones de la Universidad Centroamericana José Simeón Cañas y ejecutó a seis sacerdotes jesuitas y dos empleadas en horas de la madrugada.

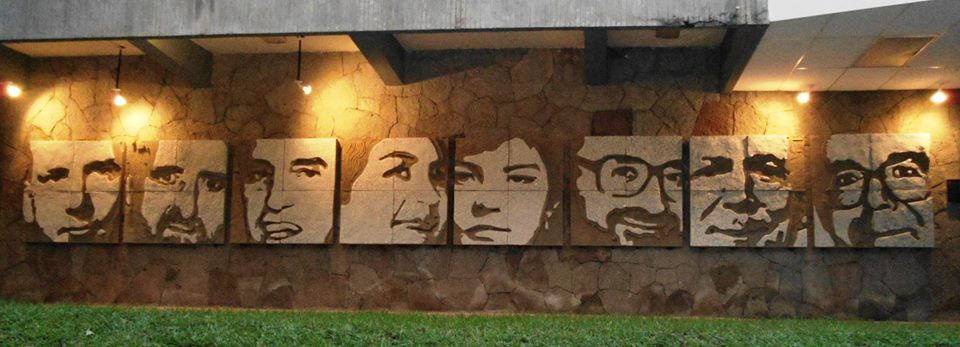
Mural de los mártires del UCA

A pesar de la situación bélica, el Secretario de la Organización de los Estados Americanos, João Clemente Baena Soares, arribó al país el día diecinueve con la intención de promover conversaciones de paz. Sin embargo, él mismo se vio envuelto en el conflicto al quedar atrapado junto a varios extranjeros y cinco marines estadounidenses en la torre vip del Hotel Sheraton de la Colonia Escalón, cuando los guerrilleros tomaron las instalaciones. Todos fueron liberados esa misma jornada a raíz de una tregua pactada. Por el contrario, Zepeda asevera que hubo una operación de rescate donde resultaron liberados ocho funcionarios de la OEA.
A raíz de los acontecimientos, el Gobierno salvadoreño rompió relaciones con su par nicaragüense en protesta por su intromisión en el conflicto el 27 de noviembre. Dos días después los insurgentes cometieron otro magnicidio al asesinar al entonces presidente de la Corte Suprema de Justicia Francisco José Guerrero. Asimismo, incursionaron en la zona norponiente de la capital, a finales de noviembre, que incluían las exclusivas colonias San Benito, Maquilishuat, Campestre, Lomas Verdes y Escalón. De acuerdo a Joaquín Villalobos, alto dirigente del FMLN, esta acción era para distraer al Ejército en vista de la existencia de puntos importantes como la residencia presidencial y «aumentar la desesperación de los militares debido a los bombardeos en las residencias civiles y la masacre de los jesuitas». En esa zona los insurgentes tomaron como rehenes algunos vecinos quienes fueron liberados a raíz de un alto al fuego. Algunos de esos residentes armaron "Defensas patrióticas", y, según Merino, los guerrilleros tuvieron más de 40 bajas, pues la Fuerza Armada mostró mayor presión para desalojarlos.
El día 6 de diciembre, el coronel René Emilio Ponce, Jefe del Estado Mayor Conjunto, emitió un comunicado donde estableció las bajas del FMLN en 1.902 muertos y 1.109 heridos; por parte de la Fuerza Armada, 446 y 1.228 respectivamente. El Ministerio de Planificación, por su parte, estableció en 3.465 víctimas entre el 11 de noviembre y el 12 de diciembre, siendo las cifras mortales de 64 civiles, 428 efectivos de la Fuerza Armada y 1,526 del FMLN. Los daños económicos se estimaron en 597 millones de colones. La disputa disminuyó en intensidad hacia el 9 de diciembre.

Civiles durante la Ofensiva Hasta El Tope, 1989.

El 12 de diciembre, durante la evacuación de las fuerzas guerrilleras, cayó en combate en la zona del volcán de San Salvador, el comandante Dimas Rodríguez, segundo responsable de la Comisión Política de las FPL.

## Objetivos de la ofensiva

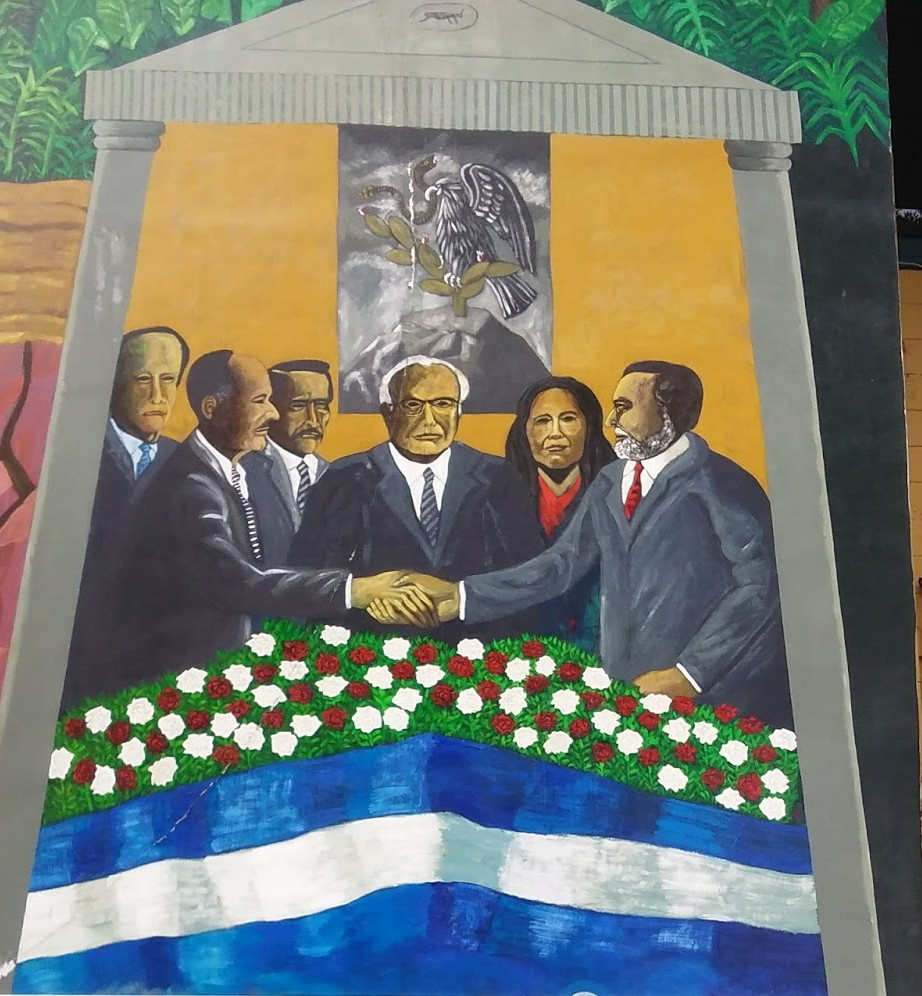
Mural del acuerdo de paz ubicado en el museo nacional en San Salvador; en la imagen el líder guerrillero Schafik Handal líder del FMLN y el presidente de El Salvador Alfredo Cristiani se estrechan la mano.

La comandancia del FMLN intentaba realizar una campaña de gran envergadura previo a un diálogo con el gobierno. La situación internacional obligaba a esta decisión por la caída de los bloques socialistas en Europa, la incertidumbre del resultado de las elecciones en Nicaragua donde el Frente Sandinista de Liberación Nacional corría riesgo de perder el poder, y el arribo de Cristiani a la presidencia de El Salvador. Según Joaquín Villalobos:

El principio que planteamos fue penetrar la ciudad y fortificarnos en las zonas populares. Así, cuando el Ejército intentara sacarnos no iba a poder. Pasarían los días y pronto íbamos a estar en CNN y otros espacios de prensa internacional. Todo eso iba a provocar un impacto, de tal forma que se tradujera en una intervención de los cascos azules de la ONU y entonces se iba a generar una verdadera negociación con la intervención de la ONU.

De acuerdo a Facundo Guardado, la ofensiva se venía gestando desde 1985, aunque su planificación fue a inicios de 1989; de hecho, el atentado contra FENASTRAS era para desbaratar la acción. Según sus palabras, el objetivo era colapsar el ejército y tomar el poder. Asimismo, esperaban un alzamiento popular, el cual no dio resultado. Por otro lado, el monto del operativo rondaba al menos en 2 millones de dólares provenientes de diversas fuentes entre ellas la solidaridad internacional y secuestros a empresarios.
En palabras de Juan Orlando Zepeda, los primeros días de la ofensiva, a los que describe como "primera fase": 

...dentro del contexto de la ofensiva general, en el esquema de maniobra detectado al enemigo, se pretendía inmovilizar a la Fuerza Armada en sus guarniciones y en sus posiciones defensivas, y quebrar la capacidad estratégica de mando y conducción de la nación, eliminando, al presidente de la república, al vicepresidente, al presidente de la Asamblea Legislativa y a todos los miembros del alto mando militar.

Asimismo, de acuerdo al militar, a medida que la población desalojaba las zonas tomadas por la guerrilla debido al bombardeo indiscriminado del ejército a los civiles, la acción de la Fuerza Armada fue más efectiva. También, los distubios y levantamientos surgieron de los barrios pobres de San Salvador fue debilitada por los bombardeos, paro de labores por parte de trabajadores, o el abandono de soldados en las filas del ejército que esperaban los insurgentes, fueron fallidos.
Según René Emilio Ponce, la ofensiva no tenía otro objetivo que tomar el poder por la vía armada. Pero en realidad era para que el gobierno tomara en serio los diálogos, ya que estos pensaron que la guerrilla estaba acabada y no tomaban por ello en serio los diálogos. Con la ofensiva el FMLN demostró el FMLN que no estaba acabado, sino que aún tenía fuerza de combate.